# Galeodes timbuktus brunneipalpus
Galeodes timbuktus brunneipalpus es una subespecie de arácnido  del orden Solifugae de la familia Galeodidae.

## Distribución geográfica
Se encuentra en Nigeria.